# Spilosoma diluta
Spilosoma diluta là một loài bướm đêm thuộc phân họ Arctiinae, họ Erebidae.